# هيرويا اوكو
هیرویا اوکو (باليابانية: 奥 浩哉) مانغاكا ياباني، ولد يوم 16 أيلول (سبتمبر) 1967 في مدينة فوكوكا، اليابان. ومن ابرز أعماله مانغا غانتز. وتنشر أعماله في مجلة يونغ جمب الأسبوعية.

## أعماله
- هين (1988–1997)
- زيرو وان (1999–2000)
- غانتز (2000–2013)
- مي-تيرو لا كيموتشي (2006–2007)
- إينوياشيكي (2014–2017)

## روابط خارجية
- هيرويا اوكو على موقع IMDb (الإنجليزية)
- هيرويا اوكو على موقع ألو سيني (الفرنسية)
- هيرويا اوكو على موقع ميوزك برينز (الإنجليزية)
- هيرويا اوكو على موقع أول موفي (الإنجليزية)
- هيرويا اوكو على موقع قاعدة بيانات الفيلم (الإنجليزية)
- هيرويا اوكو على موقع كينوبويسك (الروسية)
- هيرويا اوكو على موقع ANN person (الإنجليزية)